# Katija Dragojevic

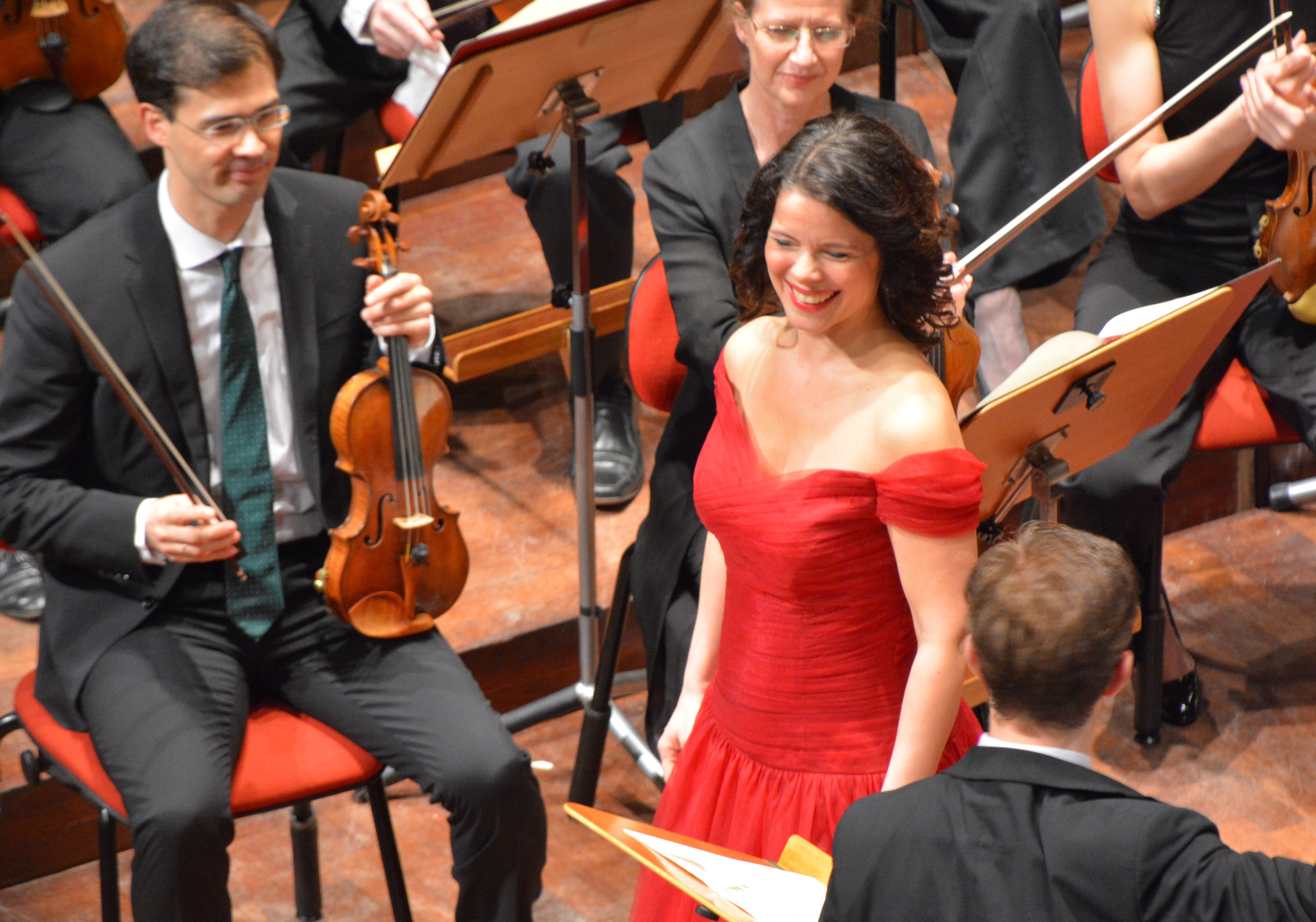
Katija Dragojevic vid urpremiären av Marie Samuelssons Afrodite – Fragment av Sapfo på Berwaldhallen i Stockholm i mars 2016.

Katija Dragojevic, född 14 juli 1970 i Stockholm, är en svensk operasångerska (mezzosopran) som är verksam vid internationella scener som La Scala, Covent Garden och La Monnaie.

## Biografi
Dragojevic studerade efter Adolf Fredriks musikklasser vid Kungliga Musikhögskolan i Stockholm och vid Guildhall School of Music and Drama i London.
Hon gjorde sin debut i oktober 2000 som Kristina i Janáčeks Fallet Makropulos vid La Monnaie i Bryssel. År 2012 sjöng hon på La Scala som Cherubin i Figaros bröllop. Vid Kungliga Operan i Stockholm har hon sjungit Cherubin i Figaros bröllop, en page i Salome, Meg Page i Verdis Falstaff samt titelrollerna i Xerxes och Carmen.
Dragojevic var solist vid Nobelprisbanketten i Stockholm 2000 och har även medverkat i Kasper Holtens filmatisering av Don Juan.

## Teater

### Roller
| År   | Roll                              | Produktion                           | Regi         | Teater                   |
| ---- | --------------------------------- | ------------------------------------ | ------------ | ------------------------ |
| 2021 | Eva, kapten (en människa)         | Djur som hatar människor Erik Gedeon | Erik Gedeon  | Uppsala stadsteater      |
| 2025 | Theresia Salieri, Salieris hustru | Amadeus Peter Shaffer                | Sunil Munshi | Kulturhuset Stadsteatern |